# Graeme Telford
Graeme Telford, född 19 mars 1942, är en australisk bågskytt. Han deltog vid olympiska sommarspelen 1972.